# 安東尼奧 (奧爾良-布拉干薩)
安東尼奧·若昂王子，巴西皇太子，巴西親王，奧爾良和布拉幹薩親王，是其兄弟奧爾良和布拉幹薩親王多姆·貝特朗親王的直接王朝繼承人，巴西皇室首腦。

## 婚姻与子女
安东尼奥于1981年9月25日在贝来尔与利涅的克莉丝汀公主结婚，婚后有二子二女：
- 佩德罗·路易斯·玛利亚·若泽·米格尔·拉斐尔·加布里埃尔·冈萨加（Pedro Luíz Maria José Miguel Rafael Gabriel Gonzaga，1983年1月12日-2009年6月1日）；
- 阿玛利亚·玛丽亚·德·法蒂玛·约瑟法·安东尼娅·米切拉·加布里拉拉菲拉·冈萨加（Amélia Maria de Fátima Josefa Antonia Micaela Gabriela Rafaela Gonzaga，1984年3月15日-）；
- 拉斐尔·安东尼奥·玛利亚·若泽·弗朗西斯科·米格尔·加布里埃尔·冈萨加（Rafael Antonio Maria José Francisco Miguel Gabriel Gonzaga，1986年4月24日-）；
- 玛丽亚·加布里拉·约瑟法·斐尔南达·约兰达·米切拉·拉菲拉·冈萨加（Maria Gabriela Josefa Fernanda Yolanda Micaela Rafaela Gonzaga，1989年6月8日-）。